# Gustavo Campanharo
Gustavo Campanharo est un footballeur italo-brésilien né le 4 avril 1992 à Caxias do Sul qui évolue au poste de milieu de terrain.

## Biographie
Formé à l'EC Juventude où il joue avec l'équipe première en deuxième, troisième puis quatrième division (deux relégations de suite) de 2009 à 2011, il rejoint ensuite l'AC Fiorentina où il ne joue pas avec l'équipe première.
Il retourne au Brésil en 2013 et rejoint en milieu de saison le CA Bragantino qui évolue dans le championnat de deuxième division. Durant la saison 2014-2015, il est prêté au club italien Hellas Vérone qui évolue en Serie A.
Le 1er août 2015, après plusieurs jours d'essais, il est prêté pour une saison à l'Évian Thonon Gaillard FC qui évolue en deuxième division française,. Il est l'auteur d'une bonne saison, avec notamment neuf passes décisives et trois buts en championnat, malgré la relégation du club au troisième échelon.
Il s'engage le 1er juillet 2016 avec le champion de Bulgarie PFC Ludogorets Razgrad.

## Palmarès
- Championnat de Bulgarie : 2017, 2018 et 2019.
- Finaliste de la Coupe de Bulgarie en 2017.
- Finaliste de la Supercoupe de Bulgarie en 2017.
- Finaliste de la Coupe de Turquie en 2022.